# Западноаукштайтский диалект

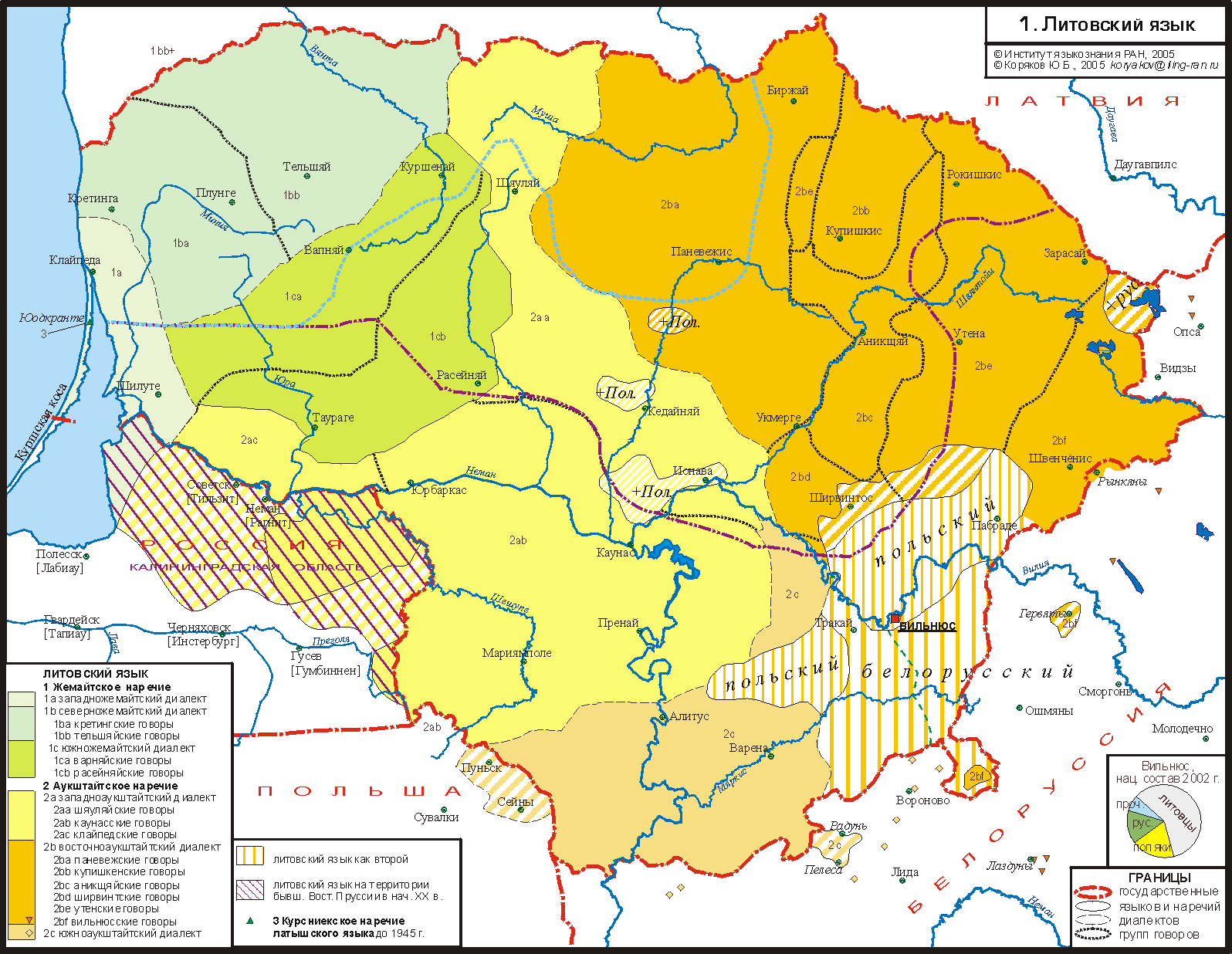
Ареал западноаукштайтского диалекта на карте распространения литовского языка (по данным классификации 1964 года)

Западноаукшта́йтский диале́кт (лит. vakarų aukštaičiai, латыш. rietumaugštaišu izloksnes) — один из диалектов литовского языка, распространённый в центральной и юго-западной части территории Литовской республики, а также в некоторых приграничных с Литвой районах России (в Калининградской области). Входит вместе с восточноаукштайтским и южноаукштайтским диалектами в состав аукштайтского (верхнелитовского) наречия, которое противопоставляется жемайтскому (нижнелитовскому) наречию, включающему западножемайтский, северножемайтский и южножемайтский диалекты.
Говоры западноаукштайтского диалекта лежат в основе современного литовского литературного языка.
В дописьменную эпоху на основе западноаукштайтского диалекта в центральных районах Жемайтии сформировался жемайтский язык, или жемайтский интердиалект. В XVI—XVII веках на западноаукштайтской основе развивались две формы старого письменного литовского языка, одна — в Восточной Пруссии, другая — в области с центром в Кедайняй.
Западноаукштайтскому ареалу новой классификации соответствуют западноаукштайтский диалект и бо́льшая часть центральноаукштайтского диалекта более ранней классификации.

## Классификация
В состав западноаукштайтского диалекта включают следующие группы говоров:
- северные (шяуляйские) говоры (лит. šiauliškiai) — распространены в центральных и частично в северных районах Литвы;
- южные (каунасские, сувалкяйские) говоры (лит. kauniškiai) — распространены в юго-западных районах Литвы (в северо-восточной части территории бывшей Восточной Пруссии), являются основой современного литовского литературного языка[7].

На западе Литвы, в юго-восточной части бывшего Мемельского (Клайпедского) края, до 1923 года входившего в состав Восточной Пруссии, иногда особо выделяют клайпедско-аукштайтские говоры. Кроме того, в северных и северо-восточных районах бывшей Восточной Пруссии, в так называемой Малой, или Прусской, Литве до 1945 года были распространены прусско-литовские или малолитовские говоры, сохранившие самую архаичную модель литовского языка. В малолитовском ареале выделялись северные говоры, в которых отмечалось сокращение безударных гласных, и южные говоры, в которых сохранялись безударные окончания. Самоназванием носителей северных говоров было striùkiai «стрюки», южных — baltsermėgiai «белосермяжники». Общим самоназванием прусских литовцев было летувинники. Этот этноним был известен в старолитовский период и в других районах Литвы, но сохранился как самоназвание только среди литовцев Пруссии.

## История
Согласно точке зрения З. Зинкявичюса, западноаукштайтский диалект и диалекты жемайтского наречия имеют общее происхождение, их основой был западный вариант древнего литовского языка, сохранивший ą, ę и сочетания типа an. Сравнительно рано из древнего западнолитовского ареала выделились жемайтские диалекты, попавшие затем под влияние куршского языка, а на оставшейся части ареала сформировался западноаукштайтский диалект. Согласно точке зрения В. В. Седова и О. С. Широкова, жемайтские диалекты сложились на основе прадиалекта древних жемайтов, в восточной части ареала которого распространился диалект аукштайтского типа и в конечном итоге сформировались западноаукштайтские говоры.
В дописьменную эпоху западноаукштайтский диалект был распространён значительно шире, чем теперь. Он занимал территории, расположенные северо-восточнее его современного ареала, которые населены в настоящее время носителями восточноаукштайтского диалекта — восточными аукштайтами-паневежцами (так называемыми пантининками и понтининками). Другой частью ареала, на которой некогда были распространены говоры западноаукштайтского диалекта, является Малая, или Прусская, Литва. Малолитовские говоры, или так называемая прусская разновидность западноаукштайтского диалекта, сложились на основе говоров переселенцев из Восточной Жемайтии и Центральной Литвы. Они заселили пустоши Восточной Пруссии в XV—XVI веках, ассимилировав при этом остававшееся здесь незначительное прусское население (племена скальвов и надровов). В 1945 году носители малолитовских говоров были депортированы в Германию и частично в Литву.
На основе говоров западноаукштайтского диалекта в дописьменную эпоху в центре Жемайтского княжества, на территории средней низменности современной Литвы (к западу от реки Нявежис) сформировался жемайтский язык (по другой терминологии — «жемайтский интердиалект»). В XVI—XVII веках он дал начало «средней форме» старого письменного литовского языка, развивавшейся в Великом княжестве Литовском в области с центром в Кедайняй. На этой форме писали М. Даукша и М. Петкявичюс. Другой вариант старого письменного литовского языка с западноаукштайтской основой развивался в Восточной Пруссии. В нормализации этой письменной формы значительную роль сыграли грамматики Д. Клейна («Grammatica Lituanica», 1653—1654 годы).
С XVIII века юго-западные говоры западноаукштайтского диалекта начинают преобладать над прочими говорами и диалектами в системе развивающегося литовского литературного языка. На рубеже XIX—XX веков языковые особенности каунасских западноаукштайтских говоров окончательно вытесняют все остальные варианты и закрепляются в литературной норме литовского языка.

## Область распространения
Ареал западноаукштайтского диалекта охватывает историко-этнографическую область Сувалкию, юго-западную часть историко-этнографической области Аукштайтия и восточную часть Малой Литвы.
Согласно современному административно-территориальному делению Литвы, ареал западноаукштайтского диалекта занимает территорию Каунасского и Мариямпольского уездов, а также северную и центральную части территории Шяуляйского уезда и южную часть территории Таурагского уезда. Крайне западная часть области распространения западноаукштайтского диалекта расположена в северо-восточных районах Калининградской области Российской Федерации.
Ареал западноаукштайтского диалекта на севере граничит с областью распространения латышского языка, на северо-востоке и востоке — с областью распространения паневежских говоров, на востоке — ширвинтских говоров восточноаукштайтского диалекта. На юге и юго-востоке с говорами западноаукштайтского диалекта соседствуют говоры южноаукштайтского (дзукийского) диалекта. С юго-запада к ареалу западноаукштайтского диалекта примыкают ареалы польского и русского языков, с запада и северо-запада — в основном ареал расейняйских говоров южножемайтского диалекта. На незначительных участках западноаукштайтский диалектный ареал граничит с ареалом западножемайтского диалекта (на западе), а также с ареалом варняйских говоров южножемайтского диалекта и ареалом тельшяйских говоров северножемайтского диалекта (на северо-западе).

## Диалектные особенности
Основной признак, по которому классифицируются диалекты аукштайтского наречия — это различие в развитии исконных сочетаний *an и *en. В западноаукштайтском диалекте перед взрывными согласными данные сочетания сохранились без изменений — [an], [ɛn], в позиции образования на месте *an и *en носового гласного (не перед взрывными, в конце слова) развились, потерявшие носовой призвук, долгие гласные [a·], [e·]: *rankã > [rankà] (лит. литер. rankà) «рука»; *žansis > [ža·s’ìs] (лит. литер. žąsìs) «гусь». В южноаукштайтском диалекте при сохранении сочетаний [an], [ɛn] перед взрывными согласными, в случае утраты носового сонорного согласного, образующийся носовой гласный стремится перейти в долгие [u·], [i·]: [rankà]; [žu·s’ìs]. В восточноаукштайтском диалекте развитие сочетаний *an и *en сходно с развитием их в говорах южноаукштайтского диалекта, но в отличие от последних гласные [a·], [e·] в восточноаукштайтских говорах приближаются к гласным [u·], [i·] и в случае сохранения сонорных согласных: [runkà]; [žu̾·s’ìs].
В разных частях западноаукштайтского ареала отмечаются свои диалектные особенности. Так, например, к северу от Немана на территории, входившей ранее в состав Жемайтского княжества, ареал западноаукштайтского диалекта с севера на юг пересекается изофоной твёрдой l в позиции перед гласными переднего ряда.